# Homaloptera ripleyi
Homaloptera ripleyi är en fiskart som först beskrevs av Fowler, 1940.  Homaloptera ripleyi ingår i släktet Homaloptera och familjen grönlingsfiskar. Inga underarter finns listade i Catalogue of Life.